# Mende (quận)
Arrondissement de Mende là một quận của Pháp, nằm ở tỉnh Lozère, ở vùng Occitanie. Quận này có 18 tổng và 135 xã.

## Các đơn vị hành chính

### Các tổng
Các tổng của quận Mende là: 
1. Aumont-Aubrac
2. Le Bleymard
3. La Canourgue
4. Chanac
5. Châteauneuf-de-Randon
6. Fournels
7. Grandrieu
8. Langogne
9. Le Malzieu-Ville
10. Marvejols
11. Mende-Nord
12. Mende-Sud
13. Nasbinals
14. Saint-Alban-sur-Limagnole
15. Saint-Amans
16. Saint-Chély-d'Apcher
17. Saint-Germain-du-Teil
18. Villefort

### Các xã
Các xã của quận Mende, và mã INSEE là: 
| 1. Albaret-Sainte-Marie (48002)         | 2. Albaret-le-Comtal (48001)        | 3. Allenc (48003)                       | 4. Altier (48004)                       |
| 5. Antrenas (48005)                     | 6. Arzenc-d'Apcher (48007)          | 7. Arzenc-de-Randon (48008)             | 8. Aumont-Aubrac (48009)                |
| 9. Auroux (48010)                       | 10. Badaroux (48013)                | 11. Bagnols-les-Bains (48014)           | 12. Balsièges (48016)                   |
| 13. Banassac (48017)                    | 14. Barjac (48018)                  | 15. Belvezet (48023)                    | 16. Blavignac (48026)                   |
| 17. Brenoux (48030)                     | 18. Brion (48031)                   | 19. Canilhac (48033)                    | 20. Chadenet (48037)                    |
| 21. Chambon-le-Château (48038)          | 22. Chanac (48039)                  | 23. Chasseradès (48040)                 | 24. Chastanier (48041)                  |
| 25. Chastel-Nouvel (48042)              | 26. Chauchailles (48044)            | 27. Chaudeyrac (48045)                  | 28. Chaulhac (48046)                    |
| 29. Cheylard-l'Évêque (48048)           | 30. Chirac (48049)                  | 31. Châteauneuf-de-Randon (48043)       | 32. Cubières (48053)                    |
| 33. Cubiérettes (48054)                 | 34. Cultures (48055)                | 35. Esclanèdes (48056)                  | 36. Estables (48057)                    |
| 37. Fau-de-Peyre (48060)                | 38. Fontanes (48062)                | 39. Fontans (48063)                     | 40. Fournels (48064)                    |
| 41. Gabrias (48068)                     | 42. Grandrieu (48070)               | 43. Grandvals (48071)                   | 44. Grèzes (48072)                      |
| 45. Javols (48076)                      | 46. Julianges (48077)               | 47. La Bastide-Puylaurent (48021)       | 48. La Canourgue (48034)                |
| 49. La Chaze-de-Peyre (48047)           | 50. La Fage-Montivernoux (48058)    | 51. La Fage-Saint-Julien (48059)        | 52. La Panouse (48108)                  |
| 53. La Tieule (48191)                   | 54. La Villedieu (48197)            | 55. Lachamp (48078)                     | 56. Lajo (48079)                        |
| 57. Langogne (48080)                    | 58. Lanuéjols (48081)               | 59. Laubert (48082)                     | 60. Laval-Atger (48084)                 |
| 61. Laval-du-Tarn (48085)               | 62. Le Bleymard (48027)             | 63. Le Born (48029)                     | 64. Le Buisson (48032)                  |
| 65. Le Malzieu-Forain (48089)           | 66. Le Malzieu-Ville (48090)        | 67. Le Monastier-Pin-Moriès (48099)     | 68. Les Bessons (48025)                 |
| 69. Les Hermaux (48073)                 | 70. Les Laubies (48083)             | 71. Les Monts-Verts (48012)             | 72. Les Salces (48187)                  |
| 73. Les Salelles (48185)                | 74. Luc (48086)                     | 75. Malbouzon (48087)                   | 76. Marchastel (48091)                  |
| 77. Marvejols (48092)                   | 78. Mas-d'Orcières (48093)          | 79. Mende (48095)                       | 80. Montbel (48100)                     |
| 81. Montrodat (48103)                   | 82. Nasbinals (48104)               | 83. Naussac (48105)                     | 84. Noalhac (48106)                     |
| 85. Palhers (48107)                     | 86. Paulhac-en-Margeride (48110)    | 87. Pelouse (48111)                     | 88. Pied-de-Borne (48015)               |
| 89. Pierrefiche (48112)                 | 90. Pourcharesses (48117)           | 91. Prinsuéjols (48120)                 | 92. Prunières (48121)                   |
| 93. Prévenchères (48119)                | 94. Recoules-d'Aubrac (48123)       | 95. Recoules-de-Fumas (48124)           | 96. Ribennes (48126)                    |
| 97. Rieutort-de-Randon (48127)          | 98. Rimeize (48128)                 | 99. Rocles (48129)                      | 100. Saint-Alban-sur-Limagnole (48132)  |
| 101. Saint-Amans (48133)                | 102. Saint-André-Capcèze (48135)    | 103. Saint-Bauzile (48137)              | 104. Saint-Bonnet-de-Chirac (48138)     |
| 105. Saint-Bonnet-de-Montauroux (48139) | 106. Saint-Chély-d'Apcher (48140)   | 107. Saint-Denis-en-Margeride (48145)   | 108. Saint-Flour-de-Mercoire (48150)    |
| 109. Saint-Frézal-d'Albuges (48151)     | 110. Saint-Gal (48153)              | 111. Saint-Germain-du-Teil (48156)      | 112. Saint-Jean-la-Fouillouse (48160)   |
| 113. Saint-Julien-du-Tournel (48164)    | 114. Saint-Juéry (48161)            | 115. Saint-Laurent-de-Muret (48165)     | 116. Saint-Laurent-de-Veyrès (48167)    |
| 117. Saint-Léger-de-Peyre (48168)       | 118. Saint-Léger-du-Malzieu (48169) | 119. Saint-Paul-le-Froid (48174)        | 120. Saint-Pierre-de-Nogaret (48175)    |
| 121. Saint-Pierre-le-Vieux (48177)      | 122. Saint-Privat-du-Fau (48179)    | 123. Saint-Saturnin (48181)             | 124. Saint-Sauveur-de-Ginestoux (48182) |
| 125. Saint-Sauveur-de-Peyre (48183)     | 126. Saint-Symphorien (48184)       | 127. Saint-Étienne-du-Valdonnez (48147) | 128. Sainte-Colombe-de-Peyre (48142)    |
| 129. Sainte-Eulalie (48149)             | 130. Sainte-Hélène (48157)          | 131. Serverette (48188)                 | 132. Servières (48189)                  |
| 133. Termes (48190)                     | 134. Trélans (48192)                | 135. Villefort (48198)                  |                                         |